# 男式内裤
男式内裤（英語：Underpants）是指专为男性设计的内裤，遮盖的范围上至腰，下至臀、大腿根甚至是膝盖。与之对应的是女式内裤。